# Полет 114 на „Либиян Араб Еърлайнс“
Полет 114 на „Либиян Араб Еърлайнс“ е редовен пътнически полет от международното летище „Триполи“, Триполи, Либия, до международното летище „Кайро“, Кайро, Египет през международното летище „Бенина“ в Бенгази. На 21 февруари 1973 г. самолетът, който изпълнява маршрута – „Боинг 727-224“, е свален от израелски изтребители „F-4 Фантом II“, след като навлиза по погрешка, поради неизправност в системата, във въздушното пространство на египетския Синайски полуостров (тогава под израелска окупация). Инцидентът води до смъртта на 108 пътници и екипаж от общо 113 души на борда.
Свалянето на пътнически самолет довежда до единодушна международна критика. Израелските военновъздушни сили твърдят, че виждат самолета като заплаха за сигурността и че може да изпълнява въздушна шпионска мисия над израелската военновъздушна база в Бир Гифгафа. Както Съветският съюз, така и Съединените американски щати осъждат инцидента, като не приемат мотивите, посочени от Израел; всички държави членки на Международната организация за гражданска авиация гласуват срещу Израел относно атаката. Израелският министър на отбраната Моше Даян нарича това „грешка в преценката“ и Израел изплаща компенсации на семействата на жертвите.
Израелският кабинет обсъжда инцидента три пъти на тайни срещи. Протокол, разсекретен през 2023 г., показва, че основните решения са за отхвърляне на всякаква отговорност и отказ от провеждане на официално разследване. Предложението за създаване на постоянен ред срещу свалянето на граждански самолети също е отхвърлено.